# Raoul Caudron
Raoul Caudron  (Párizs, 1883. december 2. – Saint-Étienne, 1958. június 1.) francia válogatott szövetségi kapitány.
Ő volt a francia labdarúgó-válogatott első edzője az első labdarúgó-világbajnokságon, amit 1930-ban Uruguayban rendeztek meg. A válogatott élén 3 mérkőzésig szerepelt, miután a világbajnokság 1. csoportjában a 3. helyen végeztek 2 ponttal.